# Australocyclops australis
Australocyclops australis is een eenoogkreeftjessoort uit de familie van de Cyclopidae. De wetenschappelijke naam van de soort is voor het eerst geldig gepubliceerd in 1896 door Sars G.O..